# Instituto Nacional de Transparencia, Acceso a la Información y Protección de Datos Personales
El Instituto Nacional de Transparencia, Acceso a la Información y Protección de Datos Personales (INAI) era un órgano constitucional autónomo de México que se encargaba de garantizar el ejercicio de dos derechos fundamentales: el acceso a la información pública y la protección de datos personales. Esto a través de vigilar que los sujetos obligados pusieran a disposición de la ciudadanía toda información que generaran y resguardaran, así como que las personas morales o físicas que ejercieran recursos públicos entregados por cualquier autoridad por parte del Estado mexicano (siempre y cuando no esté restringido por la ley en el concepto de «información reservada»), así como la protección de los datos personales en posesión de autoridades y particulares.
El organismo fue constituido legalmente el 11 de junio de 2002 como Instituto Federal de Acceso a la Información y Protección de Datos (IFAI)y renombrado en 2014, al adquirir autonomía constitucional. Fue extinto mediante la reforma constitucional publicada el 20 de diciembre de 2024 en el Diario Oficial de la Federación, la cual se concretó mediante decreto publicado el 20 de marzo de 2025.

## Antecedentes

#### El Grupo Oaxaca
La constitución del Grupo Oaxaca fue el parte aguas que impulso “el derecho a saber” (derecho de acceso a la información pública) en México, con la redacción de la previsión constitucional de 1977 por Rodolfo Duarte, entonces director jurídico de la Segob (cuando Don Jesús Reyes Heroles fuera el secretario), y su difusor más destacado fue Luis Javier Solana, en ese tiempo director de El Universal.
Se reunieron en la ciudad de Oaxaca, en 2001, durante un seminario de un grupo de académicos y activistas de la libertad de expresión de los principales medios de difusión impresa, donde Ginger Thompson lo bautizó como Grupo Oaxaca y, al término de ese encuentro, se aprobó un decálogo de acciones para conseguir un reto que no fue sencillo de alcanzar.
En la Declaración de Oaxaca se establecieron varios puntos que sirvieron de hoja de ruta para el Grupo Oaxaca, cuyo nombre se socializó a partir de la publicación de una nota periodística de Ginger Thompson, corresponsal en México del periódico The New York Times, donde reseñaba la realización del seminario “Derecho a la Información y Reforma Democrática”, así como la Declaración de Oaxaca, suscrita por académicos, editores y organizaciones de la sociedad civil. Además, destacaba que la particularidad del grupo radicaba en las diferentes tendencias ideológicas de los académicos, de las organizaciones y periódicos que lo integraban, así como en la amplia gama de perfiles, bagaje intelectual y experiencia en áreas relacionadas con la libertad de expresión y de información y en especial con el derecho de acceso a la información pública.
Al concluir el seminario se integró una comisión técnica que se dio a la tarea de promover el tema. Más tarde, cuando las circunstancias lo hicieron necesario, esta comisión redactó una iniciativa ciudadana de ley federal de acceso a la información. Cuatro meses después del seminario, el 30 de septiembre, en el contexto de la presentación de la iniciativa de ley por parte del gobierno federal, el Grupo Oaxaca dio a conocer el Decálogo del Derecho a la Información en el que se recogían los aspectos mínimos que debería contener una ley de acceso a la información: El derecho a la información es un derecho humano universal; la información pública pertenece a las personas; máxima apertura de los poderes del Estado; obligación de publicar y entregar la información que posee el Estado; procedimientos ágiles, sencillos y a costos mínimos; mínimas excepciones a la norma; organismo autónomo para promover la apertura y resolver controversias; consistencia jurídica y promoción del federalismo.

#### Proyecto de Ley
El Grupo Oaxaca presentó su proyecto de ley el 6 de diciembre de 2001 a la Cámara de Diputados con el apoyo de diversas fracciones parlamentarias. La iniciativa de ley ciudadana se posicionó de inmediato en la agenda nacional, lo que obligó al gobierno, encabezado por el presidente Vicente Fox, a proponer un ejercicio de diálogo y negociación con el objetivo de formular un proyecto unificado que fuese el resultado de las coincidencias entre la iniciativa ciudadana y la iniciativa oficial. El diálogo fue protagonizado por representantes del Grupo Oaxaca y del gobierno federal en la Cámara de Diputados.
El Grupo Oaxaca transitó un camino inédito y articuló un movimiento social que influyó en la elaboración de una ley reglamentaria que cambió los térmi- nos de la relación entre los poderes públicos y las personas, respecto de la posesión de la información pública. Al incidir de manera directa en el trabajo legislativo, podría decirse que estableció el primer precedente moderno de una de las vertientes de lo que hoy se denomina parlamento abierto.
En junio de 2002, por unanimidad, la Cámara de Diputados aprobó la Ley Federal de Transparencia y Acceso a la Información Pública (LFTAIP). A un año de su publicación, el 12 de junio de 2003, se creó el Instituto Federal de Acceso a la Información Pública (IFAI). Con esos hitos se inició el largo proceso de materialización de los objetivos que se propuso el Grupo Oaxaca.
La coalición social que articuló el Grupo Oaxaca se disgregó una vez que consiguió sus objetivos fundamentales, pero sus aportaciones siguen marcando la agenda de la vida política e institucional de México. De manera individual, cada uno de los que integraron la comisión técnica del Grupo Oaxaca ha contribuido al fortalecimiento del andamiaje legal e institucional que se ha creado para tutelar, de manera efectiva, el derecho de acceso a la información en el país.
Los integrantes del núcleo del Grupo Oaxaca son, a partir de entonces, los que figuraron con voz y representación directa ante la sociedad civil, frente al gobierno federal del presidente Vicente Fox y en activismo fecundo en el Congreso de la Unión, donde consiguieron que la oposición “los adoptara” (como lo dijo en el evento el presidente del Senado, Martí Batres, que coordinaba al PRD, y Beatriz Paredes, del PRI, en la Cámara de Diputados.
Como no prosperaba una iniciativa de ley adecuada (sin desconocer la de la autoría del diputado Miguel Barbosa) en el Senado, el respaldo de Diego Fernández de Cevallos y las presidentas, del PRD, Amalia García, y del PRI, Dulce María Sauri Riancho, fue fundamental.
El Grupo Oaxaca mereció una oportunidad extraordinaria, redactar un anteproyecto y “negociarlo” en San Lázaro, y luego en Xicoténcatl, para finalmente implementar la Ley Federal de Transparencia Pública Gubernamental aprobada en 2002, vigente en 2003.

#### Integrantes del Grupo Oaxaca
El núcleo del Grupo Oaxaca, por orden alfabético, es: Juan Francisco Escobedo Delgado (Universidad Iberoamericana); Jorge Islas López (UNAM); Issa Luna Pla (IIJ-UNAM); Salvador O. Nava Gomar (Universidad Anáhuac México Sur); Roberto Rock Lechón (entonces director de El Universal); Luis Ernesto Salomón (de El Informador Jalisco), el periodista Miguel Treviño de hoyos (de El Norte, Nuevo León, y el periódico Reforma), el periodista Jenaro Villamil (representante de La Jornada) y el investigador Ernesto Villanueva.
Otro ángulo de acción vino en la exploración académica que se generó exprofeso con el laboratorio de investigación que fundó Ernesto Villanueva en la Universidad Autónoma de Sinaloa, y proseguido desde el IIJ-UNAM, acompañado de Vanesa Díaz (quien se doctoró en Australia ), FIDAC y LIMAC, otro fruto de esa pléyade: los doctorados de Issa Luna Pla, Rossana Fuentes Berain y Dora Angélica de la Rocha (primera titular del organismo garante de ese estado). De esas generaciones con estudios doctorales en universidades nacionales y complemento mediante estudios de investigación o cursos en Sinaloa, recuerdo a Beatriz Solís Leare, Agustín Pineda, Gerardo Albarrán, Fidela Navarro y Rodrigo Santiesteban.
En el primer semestre de 2010, el Congreso de la Unión aprobó la Ley Federal de Protección de Datos Personales en Posesión de Particulares, lo cual amplió sustancialmente las facultades, atribuciones y responsabilidades del Instituto, al ser considerado como autoridad nacional en la materia. Asimismo, modificó su nombre al de "Instituto Federal de Acceso a la Información y Protección de Datos". A partir de julio del mismo año, el IFAI inició un proceso de reestructuración y capacitación tanto de su personal como de todos aquellos sujetos, físicos o morales, poseedores de una base de datos, el cual concluirá en enero de 2012, fecha en la que el derecho de las personas a ser protegidas en sus datos tendrá plena vigencia.

## Organización y reglamento
El Instituto Nacional de Transparencia, Acceso a la Información y Protección de Datos Personales (INAI) es un organismo independiente, con personalidad jurídica y patrimonio propios, con domicilio legal en la Ciudad de México. 

### Pleno
Su órgano máximo de dirección es el Pleno, estuvo integrado por siete comisionados, electos mediante convocatoria del Senado de la República. Los miembros del pleno duraron en su encargo siete años, sin posibilidad de reelección, y durante el mismo no podrán tener ningún otro empleo, cargo o comisión, con excepción de los no remunerados en instituciones docentes, científicas o de beneficencia.
El Comisionado Presidente era elegido mediante voto secreto por los integrantes del pleno. Este ejerce la representación legal del Instituto y constituye el enlace entre el órgano de dirección y la estructura ejecutiva del INAI, con el fin de coordinar la ejecución y el desarrollo de las políticas y los programas institucionales.
Las actividades del Órgano de Gobierno del INAI se encontraban reguladas por la Ley Federal de las Entidades Paraestatales, su Reglamento, así como por el Decreto del Instituto Federal de Acceso a la Información Pública. El Órgano de Gobierno se reunieron con la periodicidad que las propias funciones administrativas del INAI le demanden. Por disposición legal, no podrá ser menor a cuatro veces al año.
A continuación se presenta la integración del pleno del INAI desde 2014:
| Cargo                               | Comisionado                     | Inicio                | Final                          |
| ----------------------------------- | ------------------------------- | --------------------- | ------------------------------ |
| Comisionada                         | Areli Cano Guadiana             | 14 de mayo de 2014    | 31 de marzo de 2018            |
| Comisionada Presidenta (2014-2017)  | Ximena Puente de la Mora        | 14 de mayo de 2014    | 18 de marzo de 2018            |
| Comisionada                         | Patricia Kurczyn Villalobos     | 14 de mayo de 2014    | 31 de marzo de 2020            |
| Comisionado                         | Joel Salas Suárez               | 14 de mayo de 2014    | 31 de marzo de 2020            |
| Comisionado                         | Óscar Guerra Ford               | 14 de mayo de 2014    | 31 de marzo de 2022            |
| Comisionado                         | Rosendoevgueni Monterrey Chepov | 14 de mayo de 2014    | 31 de marzo de 2022            |
| Comisionado Presidente (2017-2020)  | Francisco Javier Acuña Llamas   | 14 de mayo de 2014    | 31 de marzo de 2023            |
| Comisionado                         | Carlos Alberto Bonnin Erales    | 26 de abril de 2018   | 26 de noviembre de 2018        |
| Comisionada Presidenta (2020-2023)  | Blanca Lilia Ibarra Cadena      | 26 de abril de 2018   | En el cargo (hasta marzo 2025) |
| Comisionada                         | Josefina Román Vergara          | 10 de abril de 2019   | En el cargo (hasta marzo 2025) |
| Comisionada                         | Julieta del Río Venegas         | 29 de octubre de 2020 | En el cargo (hasta marzo 2025) |
| Comisionado Presidente (Desde 2023) | Adrián Alcalá Méndez            | 29 de octubre de 2020 | En el cargo (hasta marzo 2025) |
| Vacante                             |                                 |                       |                                |
| Vacante                             |                                 |                       |                                |
| Fuente:                             |                                 |                       |                                |

#### Pleno del IFAI (2002 - 2014)
| Comisionado                          | Comisionado                     | Inicio                   | Final                    | Designado por            |
| ------------------------------------ | ------------------------------- | ------------------------ | ------------------------ | ------------------------ |
| Comisionado                          | Horacio Aguilar Álvarez de Alba | 12 de septiembre de 2002 | 5 de enero de 2007**     | Vicente Fox Quesada      |
| Comisionado                          | Juan Pablo Guerrero Amparán     | 12 de septiembre de 2002 | 11 de septiembre de 2009 | Vicente Fox Quesada      |
| Comisionado                          | Alonso Gómez-Robledo Verduzco   | 12 de septiembre de 2002 | 11 de septiembre de 2009 | Vicente Fox Quesada      |
| Comisionado                          | José Octavio López Presa        | 12 de septiembre de 2002 | 31 de marzo de 2005      | Vicente Fox Quesada      |
| Comisionada Presidenta (2002 - 2006) | María Marván Laborde            | 12 de noviembre de 2002  | 11 de noviembre de 2011  | Vicente Fox Quesada      |
| Comisionado Presidente (2006 - 2009) | Alonso Lujambio Irazábal        | 4 de mayo de 2005        | 6 de abril de 2009       | Vicente Fox Quesada      |
| Comisionada Presidenta (2009 - 2013) | Jacqueline Peschard Mariscal    | 10 de enero de 2007      | 9 de enero de 2014       | Felipe Calderón Hinojosa |
| Comisionado                          | Ángel Trinidad Zaldívar         | 13 de mayo de 2009       | 7 de febrero de 2014     | Felipe Calderón Hinojosa |
| Comisionada                          | María Elena Pérez-Jaén Zermeño  | 24 de septiembre de 2009 | 7 de febrero de 2014     | Felipe Calderón Hinojosa |
| Comisionada                          | Wanda Sigrid Arzt Colunga       | 24 de septiembre de 2009 | 7 de febrero de 2014     | Felipe Calderón Hinojosa |
| Comisionado Presidente (2013 - 2014) | Gerardo Laveaga Rendón          | 12 de marzo de 2012      | 7 de febrero de 2014     | Felipe Calderón Hinojosa |
| Fuente:                              |                                 |                          |                          |                          |

## Marco jurídico

### Ley Federal de Transparencia y Acceso a la Información Pública Gubernamental
La Ley Federal de Transparencia y Acceso a la Información Pública Gubernamental reconoce y regula el derecho individual al acceso a la información de las instituciones y organismos del Estado. Se publicó en el Diario Oficial de la Federación el 11 de junio de 2002.

### Ley Federal de Protección de Datos Personales
La Ley Federal de Protección de Datos Personales en Posesión de Particulares (LFPDPPP), publicada el 5 de julio de 2010 en el Diario Oficial de la Federación. Sus disposiciones son aplicables a todas las personas físicas o morales que lleven a cabo el tratamiento de datos personales en el ejercicio de sus actividades.
- Sitio para generar el Aviso de Privacidad

## Facultades
Entre sus facultades están el pedir la revelación a petición expresa de un ciudadano, la cual no es necesario que se revele la identidad del peticionario.
En la ley especifica bajo que condiciones los documentos son públicos, confidenciales o temporalmente reservados para su revelación. La obligatoriedad de esta ley se aplica a los tres poderes federales: el Ejecutivo, Legislativo y Judicial, y sus órganos, a cada una de las entidades federativas y sus órganos, junto con todo órgano constitucional autónomo como el Instituto Nacional Electoral o el Banco de México.
Las resoluciones emitidas por el INAI en materia de acceso a la información fueron definitivas, de acuerdo con la legislación federal. Siendo el ulterior recurso la invocación de un amparo indirecto.
A su vez, también tiene a su cargo el Portal de Obligaciones de Transparencia (POT).
En México, todo sujeto obligado, actualmente tiene una obligación en el tema de la transparencia. Misma que es regulada por el artículo 39 de la Ley Federal de Transparencia y Acceso a la Información Pública Gubernamental; la cual consiste en que hay determinada información que se debe poner a disposición del público e irse actualizando constantemente.

## Resoluciones en materia de acceso a la información
Las resoluciones del Pleno del Instituto son vinculantes, definitivas e inatacables para los sujetos obligados de acuerdo al texto constitucional.Ello implica que el cumplimiento de las resoluciones son de carácter obligatorio y que éstas no son impugnables o combatibles por medios administrativos o jurisdiccionales (salvo por los particulares, que pueden promover juicio de amparo en su contra). No obstante, existe una salvedad a dicho principio, pues, por ministerio de ley, la Consejería Jurídica del Ejecutivo Federal está facultada para interponer recurso de revisión ante la Suprema Corte de Justicia de la Nación contra las resoluciones del Instituto, en el caso de que dichas resoluciones puedan poner en peligro la seguridad nacional.
Al interior del Instituto, la Dirección General de Coordinación y Vigilancia de la A.P.F. es la unidad encargada de dar seguimiento al cumplimiento de las resoluciones por parte de los sujetos obligados. En caso de incumplimiento, éste es denunciado ante la Secretaría de la Función Pública. En su 10° Informe de Labores al Congreso de la Unión Archivado el 8 de marzo de 2016 en Wayback Machine. (2012), el Instituto señaló en su página 70:
La SFP es la autoridad competente para fincar las responsabilidades administrativas a que se hacen acreedores los servidores públicos que no den cumplimiento a las resoluciones del IFAI. Sin embargo, la SFP ha sido omisa en fincar las responsabilidades administrativas correspondientes, aun cuando la Ley es contundente al señalar que el solo incumplimiento a una resolución emitida por este Instituto es motivo de una sanción administrativa grave.
La información estadística relacionada con los cumplimientos a resoluciones y temas de responsabilidad administrativa derivados de las mismas, es publicada periódicamente por la Dirección General de Coordinación y Vigilancia de la A.P.F. en el portal oficial del Instituto.

## Crítica
El experto en temas de transparencia Juan Pablo Guerrero Amparán (otrora comisionado del Instituto) ha señalado que el nombramiento de los comisionados del organismo, hecho por el Senado en abril de 2014, respondió a un reparto basado en cuotas partidistas.
En 2022 fueron señalados los nombramientos de dos excomisionados como Secretario ejecutivo del Sistema Nacional de Transparencia y Secretario Ejecutivo del INAI.

## Controversia con el Senado
El 27 de marzo de 2023, el Pleno del INAI presentó ante la Suprema Corte de Justicia de la Nación Suprema Corte de Justicia de la Nación (SCJN) la demanda de controversia constitucional (280/2023) en contra de la omisión del Senado de la República en el nombramiento de los tres comisionados vacantes. La controversia fue aprobada por el pleno por los integrantes Blanca Lilia Ibarra, presidenta, los comisionados Julieta del Río Venegas, Josefina Román, Adrián Alcalá y el mismo comisionado saliente Francisco Acuña.

En dicha controversia se solicitó que la SCJN instruya a la Cámara Alta a nombrar a los comisionados faltantes y realice una suspensión temporal del artículo 33 de la Ley Federal de Transparencia y Acceso a la Información Pública (LFTAIP), para que el Pleno del INAI pueda sesionar con los cuatro Comisionados que actualmente integran el pleno. La controversia recayó en la ponencia de la ministra Loretta Ortiz Alhf y, el 24 de abril, se notificó a este Instituto el acuerdo donde se admitió la controversia constitucional; sin embargo, la ministra negó la suspensión.
Ante esta negativa, el 2 de mayo el INAI interpuso un recurso de reclamación ante la SCJN. La acción legal se solicitó, dejar sin materia el acuerdo de la ministra Loretta Ortiz que negó la suspensión.
El 13 de julio del 2023 el pleno de la SCJN rechazó por mayoría calificada de ocho votos contra tres declarar inexistente la omisión de la Cámara de Senadores de designar a dos comisionados del INAI. Luego del debate, se desechó el proyecto presentado por la ministra Loretta Ortiz Ahlf y ordenó su returno a un integrante de la mayoría que votó en contra para elaborar la sentencia correspondiente y sus efectos.  El 2 de octubre de ese año se presentó un nuevo proyecto en que declaró existente la omisión reclamada e instruyó a realizar los nombramientos de comisionados faltantes, lo cual nunca ocurrió, ya que se alegaron, entre otros, falta de acuerdos para lograr los nombramientos correspondientes, aunque la Suprema Corte de Justicia de la Nación declaró al Senado de la República en abierto incumplimiento de esa determinación.

## Iniciativa de reforma constitucional en materia de "simplificación orgánica" de 2024 y desaparición
El 5 de febrero de 2024, la Presidencia de la República, envió al Congreso de la Unión un controvertido paquete con distintas reformas constitucionales, entre las que se resalta aquella relacionada con la transferencia de facultades y obligaciones, además de la desaparición de distintos órganos constitucionales autónomos, como el Instituto Nacional de Transparencia, Acceso a la Información y Protección de Datos Personales.
El 23 de agosto de 2024, la Comisión de Puntos Constitucionales de la Cámara de Diputados, aprobó el dictamen. Este dictamen se sometió a debate; y, después de algunas modificaciones, resultó en una votación mayoritaria a favor de la reforma. Dicha situación se repitió en la Cámara de Senadores y en las legislaturas estatales, dándose por aprobada la reforma constitucional y siendo enviada al Poder Ejecutivo para su publicación en el Diario Oficial de la Federación.
El 20 de diciembre de 2024 fue publicada la reforma. De esta forma, se dieron 90 días naturales a partir del día después de su publicación para que se emita la legislación secundaria y se publique el decreto de extinción correspondiente. Ante dicha acción, el INAI publicó un mensaje a través de sus medios institucionales señalando que los derechos no desaparecen y prevalecen, además de conminar a la sociedad a exigir sus derechos al acceso a la información pública y a la protección de datos personales en un México sin el INAI.
El 20 de marzo de 2025 fueron publicadas las reformas de la legislación secundaria en materia de transparencia, con lo que se formaliza la extinción del Instituto y su sustitución por el organismo desconcentrado, de la Secretaría de Anticorrupción y Buen Gobierno, de nueva creación llamado "Transparencia para el pueblo".